# Revista Poștelor, Telegrafelor și Telefoanelor
Revista Poștelor, Telegrafelor și Telefoanelor  era un organ oficial al funcționarilor Departamentului de Poștă, Telegraf și Telefon, un organ de cultură profesională și generală, de limbă română, și a fost editată între anii 1926 și 1938. 

## Detalii
Revista reprezintă de fapt o continuare a celei antebelice cu denumirea Revista telegrafică, telefonică și poștală editată între 1907 și 1916. Între cele două perioade a mai apărut pentru o perioadă scurtă și Revista Societăței Corpului. Revista a fost condusă administrativ și redacțional în perioada 1926-1930 de către Vasile Sava pînă la decesul acestuia.
În cadrul revistei se publica și Buletinul Telegrafo-Poștal ce cuprindea rezumatul circularelor și instrucțiunilor Direcției Generale a Poștelor, Telegrafelor și Telefoanelor. Revista a fost tipărită la Bucureștii de Tipografia Reforma Socială. Din punct de vedere redacțional, revista apărea periodic cu frecvență lunară, conținînd prima parte profesională și o a doua parte neprofesională, plus eventuale suplimente. 
Revista își propunea conform citatului directorului Vasile Sava:
|  | Revista Poștelor, Telegrafelor și Telefoanelor își propune să urmărească progresele ce se realizează zilnic în domeniul telegrafiei și telefoniei cu și fără fir; să explice inovațiile introduse sau a se introduce în practica curentă a serviciilor noastre de tehnică sau de exploatare; să documenteze nevoia de a se adopta un anumit sistem sau o anumită legislație de specialitate; într-un cuvânt să se ocupe de orice chestiune care ar interesa vreunul din serviciile Instituției noastre și de care publicul să profite. Plecând dela principiul că acest public care întreține cu banul său Instituția, trebue să fie servit, așa ca interesele lui să fie înlesnite, ne vom grăbi să învederăm nevoile lui și să semnalăm neajunsurile vreunei dispozițiuni care-l nemulțumește. Revista se va ocupa apoi de situațiunea personalului față de legea ce-1 cârmuește și față de vremea în care se găsește și va supune cunoștinței mai marilor Instituției, neajunsurile sau imperfecțiunile care ar dăuna personalului, în afară de orice tendințe de critică; căci noi cei d'intâi vom lucra pentru întărirea prestigiului și respectului autorităței superioare. Considerăm disciplina, ca baza progresului și a bunei orândueli în ori ce domeniu de activitate publică. | — Vasile Sava |

Astfel, începând cu nr. 3, s-a publicat în fascicole lunare. „Cursul de cunoștințe profesionale” cerute la concursurile de oficianți superiori, inferiori si impiegați, redactat conform programelor atunci în vigoare, funcționarii neavînd la îndemînă școli sau cursuri scrise în acest scop. (cum ar fi acest curs complet de cunoștințe profesionale, tipărit secționat).
Un număr conținea între 40 și 50 de pagini. Un an cuprindea 12 numere ajungînd la circa 450 de pagini. Primul număr al fiecărui an apărea pe 15 ianuarie. Din Comitetul de redacție făceau parte, în afara lui Vasile Sava, George Samoil , Roșca M., Manea I., Constantinescu I., Mihail D. Ion, Alevra C., Ștefănescu M., Ștefănescu P., Crăciunescu O., Pâslaru V., Costacea O., Dumitrescu Marin, Ionescu Bratu, Ilariu Măneanu, Tufeanu M., Apostolescu Virgil, Calapod C., Cojocaru N., Janini Eliseu, Stănescu D.

## Colaboratori
Colaboratori interni, funcționari P.T.TBanu, Beceanu Const. P., Bogdan Ion, Cojocaru M., C. Sergiu, Constantinescu M., Drăgușanu V.,Adam Erenyi , Georgescu M. Nic., Ionescu Bratu, Janini Elizeu, Manea Ion, Ilariu Măneanu, Mihail D. Ioan, Rădulescu Virg., Ioana Sava, Stela Sava (Cella), Vasile Sava , dr. med. Valentin Sava, Dr. jur. Aurel Sava.
Colaboratori externiAl. Buchman, Cerna P., Ion Creangă, Vlad-Victor Delamarina, Gh. Gheorghiu, Vasile Ioanne Ath. , Nicolae Iorga, Partenie Morărescu, Nichifor Crainic, Nicoleanu N., George Oroveanu, Petrescu C. , M. Roșca, I. Spiridon, St. Vulcan, Vasiliu D. Bacău.
Abonamentele costau în 1926:
- 30 lei trimestrial pentru funcționarii P.T.T.
- 300 lei anual pentru particulari .